# Ilhas ABC
As ilhas ABC são um grupo corpóreo de ilhas neerlandesas localizadas ao norte da costa venezuelana formado por Aruba, Bonaire e Curaçau. Estas têm uma história política compartilhada e um status de propriedade subjacente neerlandesa, uma vez que seus territórios foram cedidos aos Países Baixos em 1814. Aruba e Curaçau são países constituintes autônomos e autogovernantes dos Países Baixos, enquanto Bonaire é um município especial.
Os territórios constituintes das ilhas ABC estão fora da União Europeia, os cidadãos têm nacionalidade neerlandesa e o governo neerlandês tem direito de apropriação quanto ao comércio e recursos encontrados nas ilhas. Diferentemente de um arquipélago, as ilhas ABC são, geralmente, designadas de forma conjunta por apresentarem uma história política, cultural e social similar e agregada em um mesmo contexto, não existindo nenhuma explicação geográfica para sua acepção coincidente.